# Giovanni IV di Alessandria (copto)
Papa Giovanni IV di Alessandria (in copto Ⲓⲱⲁⲛⲛⲏⲥ, in arabo يوأنس‎?; Egitto, ... – Alessandria d'Egitto, 24 gennaio 799) è stato il 48º papa della Chiesa copta, dal 777 fino alla sua morte.

## Biografia
Era un monaco che seguiva la dottrina di San Macario il Grande. Durante l'elezione i vescovi si trovarono equamente divisi e la scelta fu tirata a sorte.